# Осока короткостебельная
Осока короткостебельная лат. Carex breviculmis — травянистое растение, вид рода Осока (Carex) семейства Осоковые (Cyperaceae).

## Ботаническое описание
Бледно-зелёное, желтоватое растение с восходящим корневищем.
Стебли наверху шероховатые, 20—40 см высотой.
Листья желтоватые, плоские или несколько свёрнутые, 2—3 мм шириной, короче стебля.
Верхний колосок тычиночный, линейно-ланцетный, 0,5—1 см длиной, часто не длиннее верхнего пестичного и им отклонённый, с бледно-жёлтыми, продолговато-яйцевидными, острыми чешуями; остальные 2—3 пестичные, сближенные, яйцевидные или продолговато-яйцевидные и продолговатые, редкие, немногоцветковые, короткие (до 1,5 см длиной), сидячие или на коротких ножках. Чешуи пестичных колосков яйцевидные или продолговато-яйцевидные, бледно-зелёные или желтоватые, с зелёным, резко выступающим зеленоватым килем, с шероховатыми остями до (0,5)1,5—2,5(4) мм длиной, длиннее мешочков. Мешочки округло-трёхгранные, обратнояйцевидные, (2)2,5—3,2 мм длиной, зелёные и бледно-зелёные, с 4—5 тонкими жилками, кверху рассеянно коротко волосистые, почти голые или голые, в основании клиновидные, с коротким, в основании несколько стянутым, слабо-выемчатым, бледным двузубчатым носиком 0,8—1,2 мм длиной. Рылец 3, столбик в основании часто немного утолщённый. Нижний кроющий лист с коротким влагалищем и длинной пластинкой, равной соцветию или почти вдвое превышающей его.
Плод с кольцевидным возвышением по краю. Плодоносит в мае—июне.

## Распространение
Дальний Восток: Удский и Зее-Буреинский районы, Уссурийский край; Восточная Азия: Китай, полуостров Корея, Северный Вьетнам, Япония; Южная Азия; Новая Гвинея; Австралия; Новая Зеландия.
Растёт на сухих травянистых склонах, в разреженных лесах, на полянах, вдоль лесных троп.

## Систематика
В пределах вида выделяются семь разновидностей:
- Carex breviculmis var. breviculmis — Осока бледно-зелёная; Дальний Восток, Восточная Азия
- Carex breviculmis var. cupulifera (Hayata) Y.C.Tang & S.Yun Liang — Тайвань
- Carex breviculmis var. discoidea (Boott) Boott — Япония
- Carex breviculmis var. montivaga (S.T.Blake) Noot. — Новая Гвинея
- Carex breviculmis var. perciliata Kük. — от Малайзии до Новой Гвинеи
- Carex breviculmis var. pluricostata Kük. — Восточный Китай, Южная Корея, от Центральной Японии до Тайваня
- Carex breviculmis var. puberula (Boott) Makino — Северная и Центральная Япония